# Национальная партия Индонезии
Национа́льная па́ртия Индоне́зии (индон. Partai Nasional Indonesia, PNI) — политическая партия Индонезии, в разные годы выступавшая с различных позиций под различными лозунгами.

## Основание партии
Партия была основана в Бандунге 4 июля 1927 года группой индонезийских националистов во главе с Сукарно. Первоначально называлась Индонезийской национальной ассоциацией, в мае 1928 года название было изменено. Наряду с общедемократическими требованиями провозгласила лозунг борьбы за политическую и экономическую независимость Индонезии. По мнению руководства партии, освобождение Индонезии от голландского господства могло быть достигнуто путём широких народных общенациональных действий, но без применения насилия. Партия проводила политику отказа от сотрудничества с колониальными властями, разработала свою социально-экономическую программу. К концу 1929 года в партии было более 10 тысяч членов. Рост влияния Национальной партии в стране вызвал репрессии со стороны колониальных властей. В 1930 году, были арестованы Сукарно и другие лидеры партии, её деятельность была фактически парализована и, спустя год, она самораспустилась.

## Партия во время правления Сукарно
После провозглашения независимости Индонезии Национальная партия начала восстанавливаться как единственная в стране проправительственная партия. Однако, уже 22 августа 1945 года её формирование было приостановлено президентом Сукарно.

Сукарно — основатель и главный идеолог партии

29 января 1946 года на съезде в Кедири (Восточная Ява) партия была восстановлена, её неформальным лидером остался Сукарно, считавшийся, согласно индонезийской конституции, беспартийным. В качестве программы национального объединения и построения независимого индонезийского государства приняла пять принципов, выдвинутых Сукарно — индонезийский национализм, интернационализм или гуманизм, дискуссия или демократия, социальное благосостояние и вера в Бога.
Лидеры партии с 1945 года находились на ключевых постах в правительстве, в 1952—1957 годах (с перерывом в полгода в 1955—1956 годах) возглавляли правительства Индонезии. После выборов 1955 года усилилась внутрипартийная борьба.
В мае 1950 года в партии произошёл раскол, от неё отделилась Национальная народная партия.
В августе 1950 года был образован новый индонезийский парламент — Совет народных представителей. Национальная партия получила в нём 36 мест.
В августе 1958 года часть левого крыла вышла из партии и образовала Партию Индонезии.
В 1960 году генеральным председателем партии был избран лидер левого крыла Али Састроамиджойо. Идеологической основой Национальной партии являлся мархаэнизм (от «мархаэн» — простой человек) — разработанная Сукарно разновидность мелкобуржуазного социализма. Программа партии (1952 г.) содержала ряд социальных требований: ликвидация феодальных пережитков, национализация важных отраслей промышленности, повышение жизненного уровня населения и др.

## Партия после 30 сентября 1965 года
После событий 30 сентября 1965 года левое крыло во главе с председателем партии Састроамиджойо на внеочередном съезде (апрель 1966 г.) было устранено из руководящих органов партии. К руководству партией пришли деятели, готовые сотрудничать с новым режимом генерала Сухарто. В этот период влияние партии резко понизилось. Вместе с другими политическими партиями и проправительственной организацией Голкар участвовала в выборах 1971 года, где показала третий результат, но набрала менее 7 процентов голосов и не была допущена в парламент. В 1973 году Национальная партия слилась с партиями Христианской, Католической, Мурба и Лигой защитников независимости Индонезии в Демократическую партию Индонезии.

## Восстановление партии в 1990-х годах
В 1995 году партия был создан Индонезийский национальный союз, в 1998 году, после падения диктатуры Сухарто, он был преобразован в Индонезийскую национальную партию мархаэнизма, под этим названием партия участвовала в выборах 1999 года.